# جيمي أندرسون (لاعب هوكي الجليد)
جيمي أندرسون (بالسويدية: Jimmy Andersson)‏ هو لاعب هوكي الجليد سويدي، ولد في 29 أغسطس 1989 في ستوكهولم في السويد.

## وصلات خارجية
- جيمي أندرسون على موقع EliteProspects.com (الإنجليزية)
- جيمي أندرسون على موقع Eurohockey.com (الإنجليزية)
- جيمي أندرسون على موقع HockeyDB.com (الإنجليزية)